# Zeche Frischgewagt
Die Zeche Frischgewagt war ein Steinkohlenbergwerk im Sprockhöveler Stadtteil Hiddinghausen. Das Bergwerk war auch unter dem Namen Zeche Frischgewagt Amt Blankenstein bekannt.

## Geschichte

### Frischgewagt
Bereits im Jahr 1743 war die Zeche mittels eines sogenannten Pumpenwercks in Betrieb. Der Betrieb befand sich im Bereich von Erlen nach Osten und teilte sich auf in die beiden Berechtsamen Frischgewagt ins Westen und Frischgewagt ins Osten. Obwohl die beiden Berechtsamen unter dem Namen Zeche Frischgewagt geführt wurden, waren es vermutlich zwei eigenständig fördernde Bergwerke mit den gleichen Eigentümern. In den Jahren 1758, 1759, 1761 und 1762 waren Frischgewagt ins Westen und Frischgewagt ins Osten in Betrieb. Im Jahr 1787 war das Bergwerk in der Carte Speciale des mines du District Wetter von Niemeyer aufgeführt. Am 20. September 1788 wurde ein Längenfeld an Johann Heinrich Westermann verliehen. Das Grubenfeld befand sich zwischen der Zeche Kaninchen und der Schmalen Bank der Zeche Dachs & Grevelsloh. Bereits vor dem Jahr 1796 wurde die Zeche Frischgewagt stillgelegt.
Ab August 1837 wurde das Bergwerk wieder in Betrieb genommen und es wurde ein Stollen angesetzt. Im Jahr 1838 wurde der Stollen weiter aufgefahren. Im selben Jahr wurden zwei Flöze mit den Namen Frischgewagt I und Frischgewagt II gemutet. Außerdem stammen aus diesem Jahr die einzigen bekannten Belegschaftszahlen des Bergwerks, damals waren neun Bergleute auf dem Bergwerk beschäftigt. Im Oktober des Jahres konsolidierte die Zeche Frischgewagt mit anderen Berechtsamen zur Zeche Vereinigte Frischgewagt.

### Frischgewagt ins Westen
Die Zeche Frischgewagt ins Westen befand sich in Hattingen-Oberstüter. Am 9. Februar wurde ein Längenfeld verliehen, anschließend ging das Baufeld in Betrieb. In den Jahren 1758, 1759 und 1783 war das Bergwerk nachweislich in Betrieb. Im Jahr 1789 erfolgte der Eintrag in Niemeyers Karte, das Bergwerk hatte einen Stollen und mehrere Schächte. Der Stollen befand sich zwischen der heutigen Stöckerstraße und dem Bildungszentrum der IG Metall. 1800 erfolgte der Abbau am Schacht Dahlmann. Im Jahr 1805 wurde am Schacht Arnold Abbau betrieben, aus diesem Jahr stammen die einzigen bekannten Förderzahlen des Bergwerks – es wurden 8873 Ringel Steinkohle gefördert. Im Juli 1807 wurde die Zeche Frischgewagt ins Westen stillgelegt. Im Oktober 1880 konsolidierte das Bergwerk zur Zeche Sprockhövel.

### Frischgewagt ins Osten
Über die Zeche Frischgewagt ins Osten wird nur sehr wenig berichtet. Am 9. Februar 1743 wurde die Berechtsame verliehen. Das Bergwerk war in den Jahren 1758 und 1759 sowie um das Jahr 1775 in Betrieb. 1789 erfolgte der Eintrag in Niemeyers Karte, das Bergwerk hatte einen Stollen und mehrere Schächte. Das Bergwerk befand sich zwischen der heutigen Straße Am alten Knapp und dem Bildungszentrum der IG Metall. Zwischen den Jahren 1796 und 1808 war das Bergwerk in Betrieb. Im Jahr 1867 wurde Frischgewagt ins Osten in Fristen erhalten.

### Vereinigte Frischgewagt
Die Zeche Vereinigte Frischgewagt war im Oktober 1839 aus einer Konsolidation der Zeche Frischgewagt mit anderen Berechtsamen entstanden. Im selben Jahr wurde ein Wasserlösungsstollen aufgefahren. Der Stollen wurde mit vier Hauern und zwei Schleppern belegt und im klüftigen Sandstein aufgefahren. Gegen Ende September desselben Jahres hatte der Stollen bereits eine Auaffahrungslänge von 119 5/8 Lachter. 1842 hatte der Wasserlösungsstollen eine aufgefahrene Länge von 185 7/8 Lachter ab Stollenmundloch. Am 17. Juni dieses Jahres wurden die Mutungen Frischgewagt I und Frischgewagt II als Geviertfelder Frischer Morgen I und Beilehn Frischer Morgen II verliehen. Im Oktober desselben Jahres wurde die Zeche Vereinigte Frischgewagt umbenannt in Zeche Frischer Morgen.

#### Frischer Morgen
Nach der Umbenennung der Zeche im Oktober des Jahres 1843 wurde der Stollen weiter vorgetrieben. Im Jahr 1845 erneut weiterer Vortrieb und das Grubenfeld wurde ausgerichtet, es wurde jedoch kein Abbau betrieben. Aus diesem Jahr stammen auch die einzigen bekannten Belegschaftszahlen des Bergwerks, damals waren drei Bergleute auf dem Bergwerk beschäftigt. Im Jahr 1847 wurde der Vortrieb eingestellt und im Februar des darauffolgenden Jahres wurde die Zeche Frischer Morgen stillgelegt. In den Jahren 1863 und 1865 war das Bergwerk nachweislich wieder in Betrieb. Im Jahr 1866 wurde die Zeche Frischer Morgen erneut stillgelegt. In den Jahren 1874 und 1875 wurde in der Berechtsame der Eisensteingrube Vereinigte Neu Hiddinghausen Steinkohlenabbau betrieben. Am 14. April des Jahres 1891 wurde die Berechtsame durch die Zeche Deutschland erworben.